# 新华街道 (焦作市)
新华街道，是中华人民共和国河南省焦作市解放区下辖的一个乡镇级行政单位。

## 行政区划
新华街道下辖以下地区：
鑫源社区、鸿源社区和丰源社区。